# 小行星4793
小行星4793（4793 Slessor）是一颗围绕太阳公转的小行星。1988年9月1日，亨利·德波鸿诺在拉西拉天文台发现了此天体。
这颗小行星的绝对星等为63.11371745171403等。